# Shuttle tanker
Shutle tanker é um navio projetado para o transporte de petróleo de um campo de petróleo off-shore.

## Características
Ele é equipado com um sistema de carga e descarga compatível com a área de produção específica. Este equipamento normalmente consiste de um arranjo firme ou de posicionamento dinâmico (dynamic positioning) para manter a posição relativa em relação ao campo de produção, um sistema linhas de carga e um sistema redundante de segurança para garantir que as operações com o petróleo cru sejam efetuadas com segurança.
Esses navios inicialmente começaram a operar no Mar do Norte e atualmente vêm sendo muito utilizados no Brasil.